# Joldabka, Bhalki
Joldabka là một làng thuộc tehsil Bhalki, huyện Bidar, bang Karnataka, Ấn Độ.